# ホセ・マヌエル・モレノ (自転車選手)
ホセ・マヌエル・モレノ・ペリニャーン(José Manuel Moreno Periñán、1969年5月7日 - ) は、オランダ、アムステルダム出身で、スペイン国籍の元自転車競技（トラックレース）選手。

## 来歴
1991年
- トラックレース世界選手権
  -  1kmタイムトライアル 優勝

1992年
- バルセロナオリンピック
  -  1kmタイムトライアル 優勝